# Cumia brazieri
Cumia brazieri is een slakkensoort uit de familie van de Colubrariidae. De wetenschappelijke naam van de soort is voor het eerst geldig gepubliceerd in 1869 door George French Angas.